# Ogre Battle (серия игр)
Ogre Battle (яп. オウガバトル Ōga Batoru), иногда называемая Ogre Battle Saga (яп. オウガバトルサーガ), — серия компьютерных игр в жанре тактической ролевой игры и стратегии реального времени, разработанная компанией Quest Corporation и принадлежащая Square Enix. Включает пять оригинальных игр и ремейки.

## Основные игры серии
- Ogre Battle: The March of the Black Queen (1993)
- Tactics Ogre: Let Us Cling Together (1995)
- Ogre Battle 64: Person of Lordly Caliber (1999)
- Legend of Ogre Battle Gaiden: Prince of Zenobia (2000)
- Tactics Ogre: The Knight of Lodis (2001)

## История
Первая игра серии, Ogre Battle: The March of the Black Queen, вышла для SNES в 1993 году в Японии, а спустя два года — в Северной Америке. Игра представляла собой смесь стратегии в реальном времени и ролевой игры в фэнтезийном средневековом мире. Вторая игра, Tactics Ogre: Let Us Cling Together, вышла в Японии в 1995 году. Это была изометрическая пошаговая тактическая ролевая игра. Две последующие игры, Ogre Battle 64: Person of Lordly Caliber и Legend of Ogre Battle Gaiden: Prince of Zenobia, были стратегиями в реальном времени, а последняя игра серии, Tactics Ogre: The Knight of Lodis, вернулась к пошаговой системе.
Название серии вдохновлено песней «Ogre Battle» британской рок-группы Queen, вышедшей в 1974 году.